# George Funston Miller

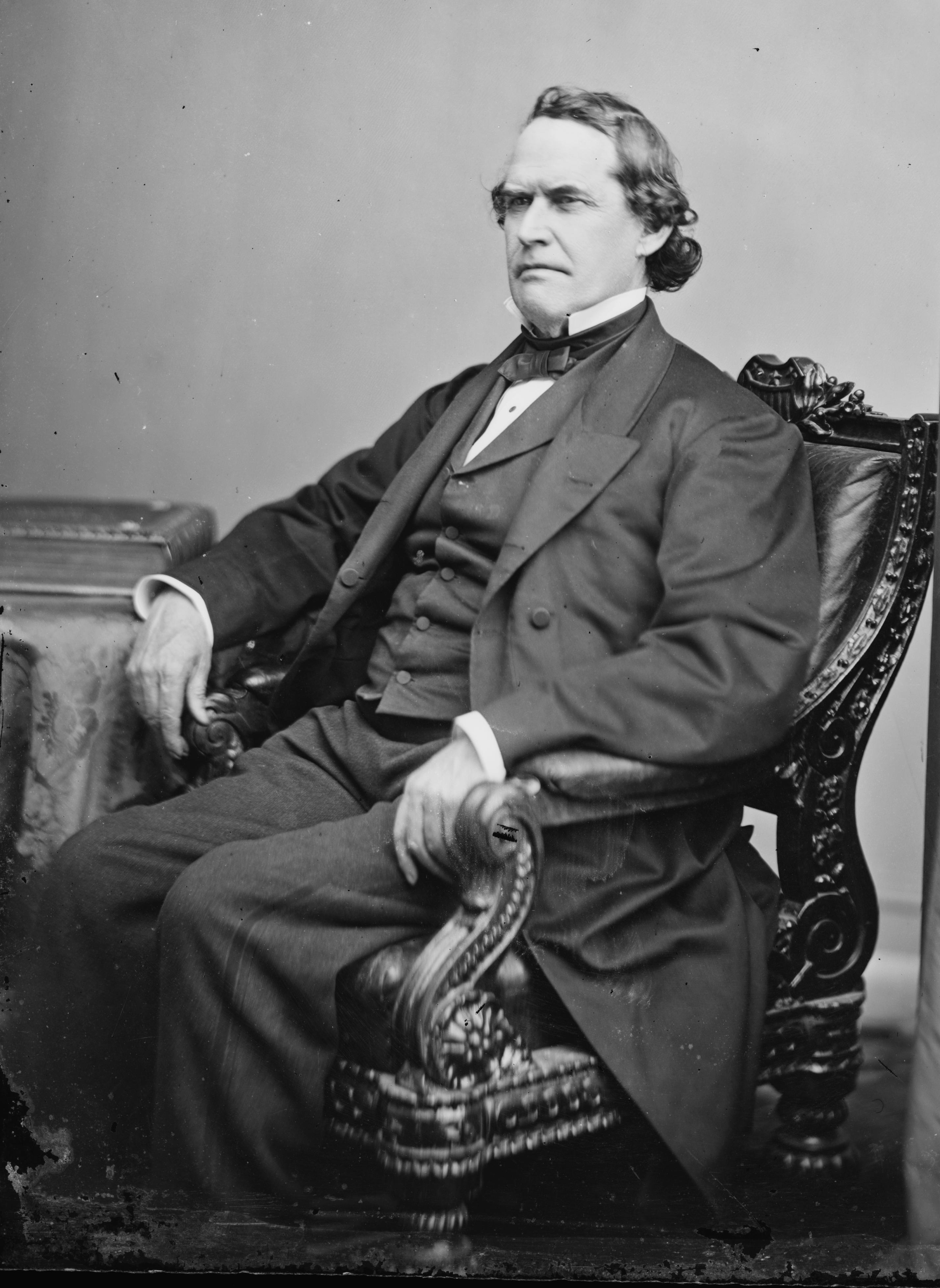
George Funston Miller

George Funston Miller (* 5. September 1809 in Chillisquaque, Northumberland County, Pennsylvania; † 21. Oktober 1885 in Lewisburg, Pennsylvania) war ein US-amerikanischer Politiker. Zwischen 1865 und 1869 vertrat er den Bundesstaat Pennsylvania im US-Repräsentantenhaus.

## Werdegang
George Miller besuchte die Kirkpatrick’s Academy in Milton und unterrichtete danach für einige Zeit selbst als Lehrer. Nach einem anschließenden Jurastudium und seiner 1833 erfolgten Zulassung als Rechtsanwalt begann er in Lewisburg in diesem Beruf zu arbeiten. Zwischen 1846 und 1882 war er Kurator der Bucknell University. In den 1850er Jahren wurde er Mitglied der damals gegründeten Republikanischen Partei.
Bei den Kongresswahlen des Jahres 1864 wurde Miller im 14. Wahlbezirk von Pennsylvania in das US-Repräsentantenhaus in Washington, D.C. gewählt, wo er am 4. März 1865 die Nachfolge des Demokraten William Henry Miller antrat. Nach einer Wiederwahl konnte er bis zum 3. März 1869 zwei Legislaturperioden im Kongress absolvieren. Im April 1865 endete der Bürgerkrieg. In den Jahren 1865 bzw. 1868 wurden der 13. bzw. der 14. Verfassungszusatz ratifiziert. Seit 1865 war die Arbeit des Kongresses von den Spannungen zwischen den Republikanern und Präsident Andrew Johnson belastet, die in einem nur knapp gescheiterten Amtsenthebungsverfahren gipfelten.
Nach dem Ende seiner Zeit im US-Repräsentantenhaus praktizierte George Miller wieder als Anwalt. Außerdem wurde er Präsident der Eisenbahngesellschaft Lewisburg, Centre & Spruce Creek Railroad. Er starb am 21. Oktober 1885 in Lewisburg, wo er auch beigesetzt wurde.